# РНК ваксина
РНК ваксина е вид ваксина, която използва информационна РНК (иРНК), кодираща един или повече антигена, за да създаде имунитет срещу патогени (например вируси) съдържащи тези антигени. При проникването на тази РНК в клетките на организма, тя се транслира в определен белтък, който предизвиква имунен отговор, т.е. действа като антиген. Имунната система постепенно създава антитела срещу този антиген и по този начин се придобива имунитет. Ако след това в организма попадне патоген съдържащ този антиген, имунната система ще има готови антитела за да се бори с него.
Заради нестабилността на иРНК, обикновено тя се поставя в липидни частици, които да я предпазят до навлизането ѝ в клетките.